# Expédition de Wolseley

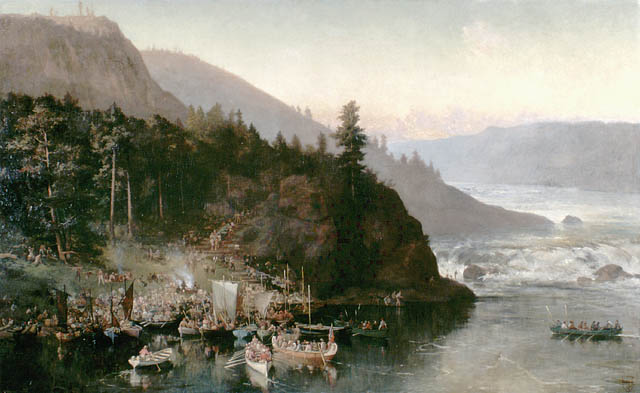
Expédition de la Rivière Rouge près des Chutes Kakabeka - Peinture de Frances Anne Hopkins

L'expédition de Wolseley ou expédition de la rivière Rouge était un mouvement militaire autorisé en 1870 par le premier ministre canadien John A. Macdonald pour confronter Louis Riel et les Métis  dans la colonie de la rivière Rouge, dans la province canadienne actuelle de Manitoba.
Elle est constituée de 2 200 hommes issus de la milice du Haut-Canada et des forces régulières britanniques.
Commandée par le colonel britannique Garnet Joseph Wolseley, l'expédition s'est mise en marche de Toronto. Elle a voyagé à travers la baie Georgienne, de laquelle elle a traversé le lac Huron et le lac Supérieur en bateau pour arriver à Thunder Bay (Ontario). D'ici, les soldats ont porté quelques petits bateaux au lac Shebandowan, puis ils sont allés à Fort Frances, et sont finalement arrivés au Fort Garry le 24 août 1870. Louis Riel décide de fuir avant leur arrivée.